# Lithophane ochreimacula
Lithophane ochreimacula är en fjärilsart som beskrevs av Rothschild 1914. Lithophane ochreimacula ingår i släktet Lithophane och familjen nattflyn. Inga underarter finns listade i Catalogue of Life.